# スイフトギツネ
スイフトギツネ（Vulpes velox）は、哺乳綱ネコ目（食肉目）イヌ科キツネ属に分類される食肉類。

## 分布
アメリカ合衆国中部

### 絶滅した分布域
カナダ

## 形態
体長42.5 - 53.8センチメートル。尾長22.5 - 31.3センチメートル。体高30 - 32センチメートル。体重2.3 - 2.4キログラム。尾の体長に対する比率は52%。四肢や体側面、尾の腹面の毛衣は橙褐色。尾の先端は黒い。
鼻面の側面に黒い斑紋が入る。耳介はやや短く、7.5センチメートル以下。瞳孔はやや丸みを帯びる。足裏も体毛で被われる。
夏季は毛衣が短く灰赤色、冬季は毛衣が長く暗灰褐色。

## 生態
草本の丈が短い草原などに生息する。夜行性で、昼間は巣穴の中で過ごす。冬季は日光浴を行うこともある。巣室とトンネルからなる、入口が複数ある巣穴を掘って生活する。巣穴は自分で掘るだけでなく、プレーリードッグ属の古巣も利用する。走行速度は時速50キロメートル以上に達する。危険を感じると走って逃げるか、巣穴に逃げ込む。
食性は雑食で、小型哺乳類、鳥類、爬虫類、昆虫などを食べるが、オグロジャックウサギ、果実、草本なども食べる。
繁殖形態は胎生。カナダの個体群は12 - 翌1月に交尾を行う。妊娠期間は50 - 60日。3-4月に1回に3 - 6匹の幼獣を産む。授乳期間は6 - 7週間。生後10 - 15日で開眼し、耳孔も開く。

## 人間との関係
開発による生息地の破壊、毛皮目的の狩猟、毒餌によるコヨーテ駆除の巻き添え、交通事故などにより生息数は減少した。近年ではカナダで石油や天然ガスの採掘調査による影響およびそれによる交通事故の増加が懸念されている。カナダでは1928年の採集例、1938年の目撃例を最後に絶滅したと考えられている。カナダでは1983年から他地域の野生個体をアルバータ州やサスカチュアン州などへ再導入する試みが進められている。1983 - 1997年には飼育下繁殖個体も含め942匹を最導入した。カナダでの1996 - 1997年における個体数は289匹、2000 - 2001年における個体数は新たに再導入されたモンタナ州も含めて877匹と推定されている。一方で再導入に対して南部個体群を移入していることから批判もある。